# Жан-Пиер Кларис дьо Флориан
Жан-Пиер Кларис дьо Флориан (на френски: Jean-Pierre Claris de Florian, роден на 6 март 1755 г. в Сов – починал на 13 септември 1794 г. в Со) е френски писател: драматург, романист, поет, баснописец, автор на приказки.

## Биография
Произхождащ от благородно семейство и посветен във военната професия, той е роден в Сов, в провинцията Гар и прекарва ранната си младост в замъка Флориан, в община Логриан, близо до Сов, в подножието на Бас-Севен. Майка му, която е от испански произход, умира, когато е дете и той е отгледан в замъка на Флориан. Чичо му се жени за племенницата на Волтер, и по време на престой във Ферни през юли 1765 г. едва на десет години той се среща с известния писател, негов доведен чичо, който го кръщава Флорианет и го описва в кореспонденцията си като негов „племенник от рикошет“. След това се премества с чичо си и леля си, които поели образованието му в парижкия квартал Маре.
През 1768 г. той става паж в служба на херцога на Пентиевър, а след няколко години влиза в кралската артилерийска школа на Бапом. Когато си излиза от нея, той служи известно време като офицер в полка на драконите в Пентиевр. Животът в гарнизона не му допада и той търси и получава преквалификация, която му дава правото да запази военния си чин, като му позволява да последва херцога на Пентиевър до Анет и Париж (за него бил запазен малък апартамент в ' хотел дьо Тулуз) и да се отдаде на поезия. Херцогът на Пентиевър, който му връчва титлата на придворен благородник, остава негов приятел и покровител до края на живота си.
През 1779 г. първата му комедия „Двата билета“ (Les Deux Billets), написана в стила на италианските комедии, му носи успех. На следващата година той изиграва Жанот и Колин (фр: Jeannot et Colin), пиеса, вдъхновена от приказката на Волтер. Сатиричното стихотворение от 1782 г. „Волтер и крепостникът от Мон-Жюра“ (Voltaire et le serf du Mont-Jura) му печели признание от Академията, която му присъжда награда. В тази творба Флориан осъжда крепостното право и се застъпва за неговото премахване. Същата година се завръща в театъра и постига истински триумф с „Близнаците от Бергам“ (Les Jumeaux de Bergame).
През 1783 г. Флориан публикува приказка в стих, вдъхновена от разказа Галате на Мигел де Сервантес. Творбата е предшествана от предговор, който проследява живота на Сервантес. Той черпи вдъхновение от Библията, за да напише повествователното стихотворение „Тоби“ (Tobie) и еклога „Рут“ (Ruth), награден от Френската академия през 1784 г. Амбицията идва с успеха: Флориан се впуска в епичен роман (Numa Pompilius), който е достоен да се конкурира с „Телемаха“ на Фенелон, но се оказва провал.
От 1786 г. е част от избрания от графиня Аделаида Лалив Ля Бриш кръг, който го посреща през септември в замъка Маре близо до Арпажон. Тя го познава отпреди 1785 г. от къщата на Шарл-Пиер-Пол Савалет дьо Ланг, (зет на президента на Орной) или покрай мадам д'Удето. Твърди се, че Флориан бил влюбен в госпожа дьо Ла Бриш, с която поддържа контакт чрез писма от 1786 до 1793 г. 
Избран е за член на Френската академия през 1788 г. Принуден, като благородник, да напусне Париж по време на Френската революция, той намира убежище в Со. Той се заема да преведе и адаптира Дон Кихот от Сервантес. След смъртта на херцога на Пентиевър и поставянето под запор на хотела в Тулуза, където е отседнал, той се задължава да наеме малък апартамент в Париж на rue des Bons-Enfants номер 13 в Париж . Въпреки подкрепата от приятеля си Франсоа-Антоан дьо Боаси д'Англас, на 15 юли 1794 г. той е арестуван и изпратен в затвора Порт-Либр (фр: Port-Libre). Посвещението на Нума Помпилий (фр: Numa Pompilius), което той пише на кралицата осем години по-рано, му служи за пред Комитета за Обществена Сигурност. Той пише от затвора писма на неговия адрес и на вниманието на гражданина Франсоа Жермен Мерсиер, неговия лакей обитаващ апартамента, за да поиска предмети от първа необходимост.
Освободен при падането на Робспиер 27 юли 1794 г. благодарение на Боиси д'Англас, той умира внезпно на 13 септември 1794 г. , вероятно в резултат на задържането му, което влошава туберкулозата, с която се заразява преди няколко години.
Погребан е в Со . Гробът и бюстът му, заобиколени от тези на известни писатели, се намират в градината на Писателите . Всяка година в края на пролетта се провеждат Писателските Празници на Со .

## Хералдика
Герб: Златен, изобразяващ орел разпръскващ пясък, натоварен със слънчево поле (към френския град Флориан) с орела, гледащ към слънцето .

## Литературен труд
През 1792 г. Флориан публикува колекция от сто басни, разпределени в пет книги, към които посмъртно са добавени още 12 басни. Тя е основната причина за славата и литературното му оцеляване. Неговите басни единодушно се смятат за най-добрите след тези на Жан дьо Ла Фонтен. Критикът Дюсо (1769 – 1824) пише в своите Литературни Книги (фр: Annales littéraires): 
| „ | Всички, които са писали басни след Ла Фонтен сякаш са построили малки къщурки по модел и в краката на сграда, която се издига чак до небесета: но къщурката на г-н Флориан е построена с повече елегантност и здравина от другите, а и е с няколко нива над тях. . | “ |

 Академикън Андре Торие (1833 – 1907) е на същото мнение. За тези басни той смята, че са го спасили. 
| „ | След Ла Фонтен той е единственият писател на басни, който е останал на повърхността. | “ |

. Той обаче „бърза да добави, че не може да се прави сравнение между двамата.“

Тен го критикува, че не познава добре животните, с които си служи и представя една прекалено сурова преценка за нежната сантименталност, която цари в колекцията му: 
| „ | Чрез дантелени заглавия Флориан дискретен, грациозен, кокетно нежен, добродушен колкото най-добродушния игумен, предлагаше чрез басните си на сладките и нагримирани дами красиви мистерии, като им правеше букет от иронични поуки; според „Емили“ той решеше с гребен брачната нежност, майчините уроци, отговорностите на кралете и образованието на принцовете. . | “ |

 Флориан със сигурност е бил наясно, че не може да се състезава с „божествения“ Ла Фонтен и в предговора си се оправдава, че въпреки това се е пробвал в жанра на басните, защото 
| „ | много места безкрайно под неговото [Ла Фонтен] са все още много красиви . | “ |

 Той проявявал особен интерес към играта с алегориите, за което свидетелства първата басня от колекцията му (виж по-горната илюстрация). Вместо остри и непримирими противопоставяния между героите, той търси щастливи резултати и компромиси.
За да черпи вдъхновение, макар и да си измисля някои теми, той се впуска предимно в познатите води на басните, които представляват творби на Езоп, на Панчатантра, на Гай, и на немски баснописци, като внимава да се избягва теми, които вече са обхванати от Ла Фонтен .

Все още често се цитират поуките на някои негови апологети, като 
| „ | За да живеем щастливо, нека живеем прикрито. – „Щурецът“ (фр: Le Grillon) | “ |

и
| „ | Ако всеки си гледа работата, кравите ще са добре пазени. – „Краварят и Пазачът“ (фр: Le Vacher et le Garde-Chasse) | “ |

 или 
| „ | Най-сигурното убежище е майчината гръд – „Майката, детето и опосумите“ (фр: La Mère, l'Enfant et les Sarigues) | “ |

 Що се отнася до изразите 
| „ | паля нечии фенер | “ |

 или 
| „ | който се смее последен се смее най-добре | “ |

, те са взети съответно от басните „Маймуната, която показва вълшебния фенер“ (фр: Le Singe qui montre la lanterne magique) и „Двамата селяни и облака“ (фр: Les Deux Paysans et le Nuage).
В допълнение към своите басни той пише пиеси, романи, разкази, приказки в проза или стих, много свободен превод на Дон Кихот от Сервантес и много стихотворения, повечето от които са музикално адаптирани (повече от двеста дяла). Най-известният романс е Удоволствието от любовта (фр: Plaisir d'amour), който е представен в разказа Селестин (фр: Célestine), музикално адаптиран от Жан-Пол Егид Мартини.

## Публикации

### Басни
- Флориан, Баснята и истината (фр: La fable et la vérité)
- Кларис дьо Флориан, Жан-Пиер. Басни от Г-н Флориан.   Париж, impr. de P. Didot l'aîné, 1792. Florian 1792. с. 224. Посетен на 30 декември 2013..
- Fables.   L'École des loisirs, [2009]. ISBN 978-2211093460. Florian. с. 236.

### Театър
- Двете банкноти (фр: Les Deux Billets), 1779 г.
- Жанот и Колин (фр: Jeannot et Colin), 1780 г.
- Целувката или Добрата Фея (фр: Le Baiser ou La Bonne Fée), музика на Станислас Шампен (1753 – 1830), посветена на комичната опера „Г-жа Дювиер“ в 3 акта, изпълнена на 26 ноември 1781 г. в „Италианска комедия“ (фр: Comédie Italienne) [13].
- Двамата близнаци от Бергам (фр: Les Deux Jumeaux de Bergame), комедия в един акт и проза, изпълнена на 6 август 1782 г. по музика на Марк-Антуан Дезогие (1742 – 1793) [14].
- Добрата майка (фр: La Bonne Mère), комедия в един акт и проза, 1785 г.
- Добрият дом (фр: Le Bon Ménage), комедия в един акт и проза, 1786.

### Пасторали
- Бланш и Вермей (фр: Blanche et Vermeille) музикално адаптиран от Анри-Джоузеф Ригел (1741 – 1799), изпълнено в Италианска Комедия (фр: Comédie Italienne) на 5 март 1781, 26 май 1781 и 26 март 1782.
- Нума Помпилий (фр: Numa Pompilius), 1786 г.
- Естел и Неморин (фр: Estelle et Némorin), 1788 г.
- Гонзалв от Корду, (фр: Gonzalve de Cordoue) предшестван от Исторически преглед на Маврите (фр: Précis historique sur les Maures,) 1791.

### Еклози
- Рут (фр: Ruth), 1784 г., награден от Френската академия.
- Тоби (фр: Tobie), 1788 г.

### Приказки
- Музите (фр: Les Muses)
- Везирът (фр: Le Vizir)
- Инес от Кастро (фр: Inès de Castro)

### Вариа
- Оплакванията на Мари-Стюарт (фр: Les plaintes de Marie-Stuart), стихотворение от 1780 г. и Старият Робин Грей, (фр: Le vieux Robin Grey), стихотворения, музикално адаптирани от Жан-Пол-Егид Мартини.
- Волтер и Серф дю Мон Юра (фр: Voltaire et le Serf du Mont Jura), 1782 г.
- Галатея (фр: Galatée), роман по „Галатеята“ от Мигел де Сервантес, 1783 г.
- Естел (фр: Estelle), роман от1788 г., музикално адаптиран от Франсоа Девиен, от който е извадена част в стих: Моят приятел (фр: C'est Mon Ami) музикално адаптирана от кралица Мария-Антоанета от Австрия (1755 – 1793).
- Дон Кихот, свободен превод, посмъртно публикуване през 1798 г.
- „Гийом Тел или свободната Швейцария (фр: Guillaume Tell ou la Suisse libre), публикувано посмъртно през 1800 г. [15].
- „Елизер и Нефтали“, публикувано посмъртно през 1803 г.
- „Спомените на един млад испанец“.

### Патриотични песни
- Името на брат (фр: Le Nom de Frére), в тон на „Карманьол“, химн на свободата и братството
- Ненужното бягство (фр: La Fuite Inutile) – възложено
- Тройният съюз (фр: Le Triple alliance) – възложено

## Изложения
- Флориан, неговият живот, работата му ... евокация, общинска библиотека на град Ске, от 30 април до 26 юни 1994 г. (каталог, 29 стр.)